# Chajredin

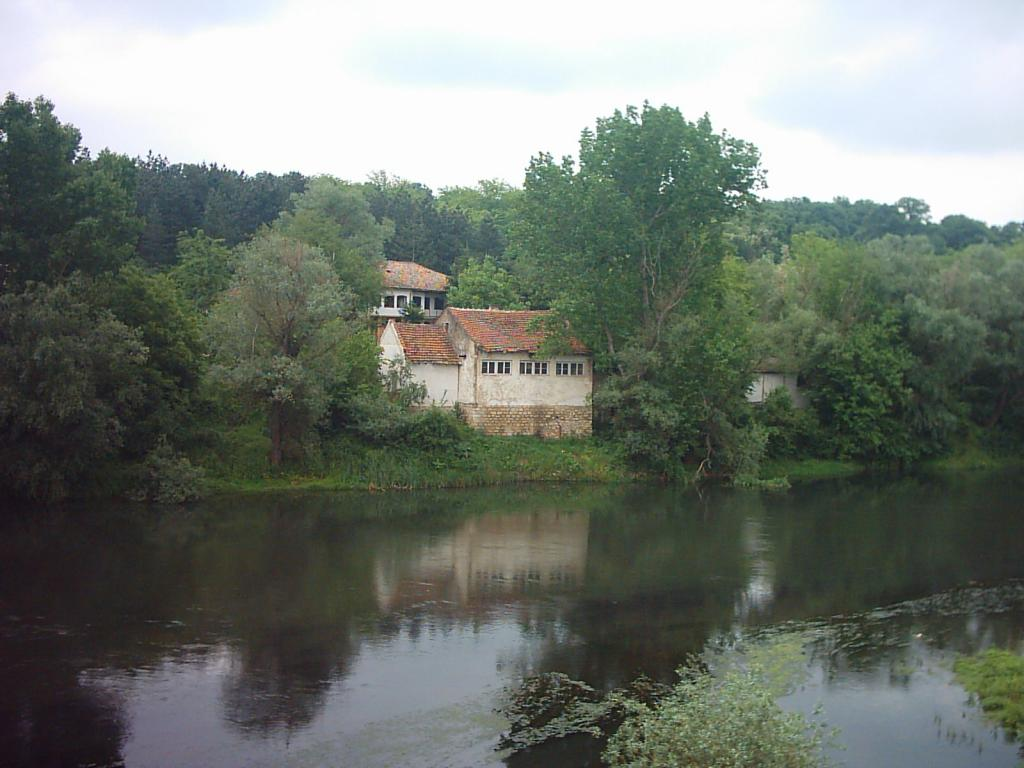
Rzeka Ogosta w Chajredinie

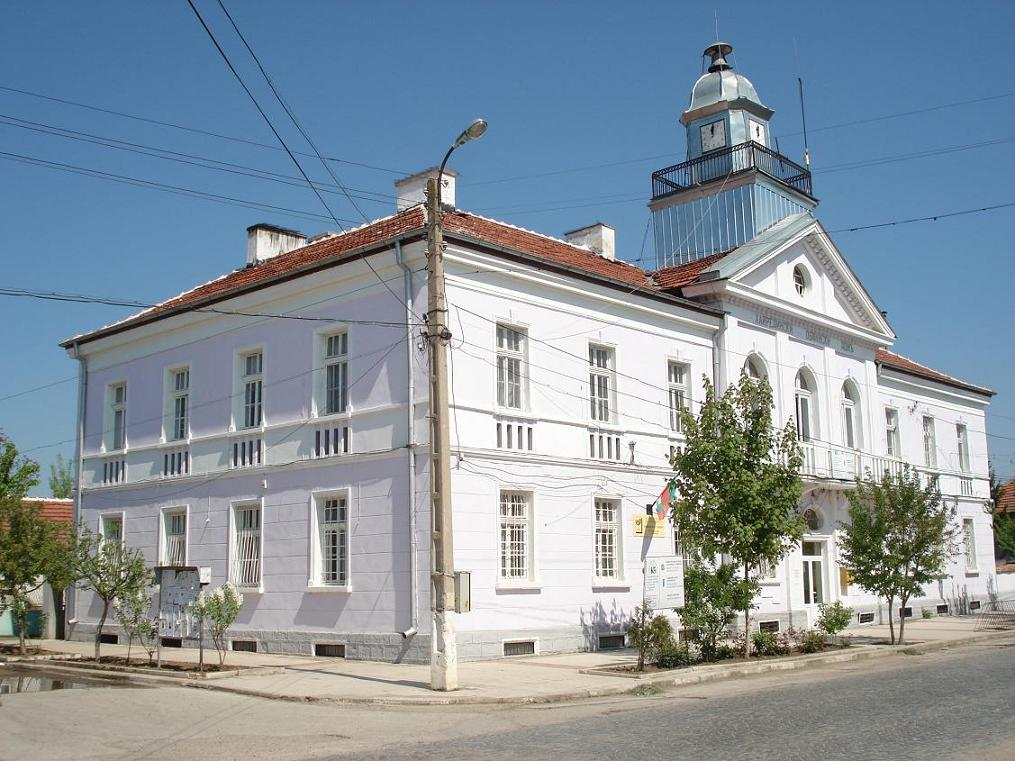
Kmetstwo

Chajredin (bułg. Хайредин) – wieś w północnej Bułgarii, w obwodzie Wraca. Centrum administracyjne gminy Chajredin. Według danych Narodowego Instytutu Statystycznego, 31 grudnia 2011 roku wieś liczyła 1513 mieszkańców.

## Położenie
Chajredin znajduje się nad rzeką Ogosta. Wieś położona 30 km na południe od miasta Kozłoduj. We wsi jest źródło wody mineralnej.

## Gospodarka
Mieszkańcy głównie zajmują się uprawą buraków, jęczmienia, pszenicy, słonecznika oraz wypasaniem owiec.

## Urodzeni w Chajredinie
- Mitko Kołarski – parlamentarzysta
- Walentin Małdżanski – piłkarz nożny
- Krystjo Trendafinow – minister rolnictwa i gospodarki żywnościowej w latach 1996 - 1997